# Study for Index: the Studio at 3 Wesley Place
Study for Index: the Studio at 3 Wesley Place és una obra d'art del col·lectiu Art & Language, que actualment forma part de la col·lecció permanent del MACBA. Index: The Studio at 3 Wesley Place inclou una sèrie de pintures de grans dimensions, amb els corresponents estudis i esbossos, que es van fer entre 1981 i 1983. Conté una antologia gràfica de pintures, cartells, publicacions, llibres i altres elements propis d'un taller imaginari. En alguns quadres de la sèrie, el títol presenta variacions: Painted by Mouth (o bé PBM), In the Dark i Illuminated by an Explosion Nearby. Els elements iconogràfics i la mateixa narració es deformen, s'enfosqueixen o s'esborren parcialment. L'estudi es pinta amb diversos recursos de veladura, distància i ironia: amb el llapis o el pinzell sostingut a la boca, a les fosques o sobreil·luminat amb un focus que impedeix distingir-hi les obres del taller.

## Autors
El grup Art & Language ha tingut un paper central en l'emergència de l'art conceptual tant des del punt de vista teòric com de la pràctica artística. Fundat a Coventry (Anglaterra) el 1968 per Terry Atkinson, Michael Baldwin, David Bainbridge i Harold Hurrell, Art & Language recollia el treball conjunt que aquests artistes portaven a terme des del 1965. Un any després van editar el primer número de la revista Art-Language (1969-1985), una publicació que reflexionava sobre els problemes teòrics de l'art conceptual. Aquesta revista (juntament amb Analytical Art, 1971-1972; The Fox, 1965-1976, i Art-Language New Series, 1994-1999) es va convertir en el focus de les seves propostes discursives. Entre el 1969 i el 1970 es van incorporar al grup Mel Ramsden, Ian Burn, Joseph Kosuth i Charles Harrison, i en els anys posteriors el col·lectiu va arribar a aglutinar més de trenta artistes.

## El taller
El taller de l'artista ha estat, de fet, un tema recurrent en pintura des de fa uns 400 anys i l'han abordat des de clàssics com Courbet, Velázquez i Vermeer fins a artistes del segle xx com Braque, Matisse i Picasso. Es tracta d'un gènere que, lluny de ser fidel al lloc de treball real, serveix per recordar-nos que mirar i descriure són sempre formes de representació, i que implica també suggerir com hauria de ser un estudi per complir la seva funció.

## Descripció
Les obres de la sèrie comprenen referències a pintors i al mateix treball d'Art & Language en el seu estudi del número 3 de Wesley Place a Chacombe, població propera a Banbury (Gran Bretanya). La iconografia és densa i, com indica el títol, un cop acabat el dibuix, les línies es ressegueixen i distorsionen amb un pinzell sostingut a la boca.
Al centre, a terra, es veu l'obra Attacked by an Unknown Man in a City Park: a Dying Woman; Drawn and Painted by Mouth d'Art & Language (1981). En primer terme, s'identifiquen els membres d'Art & Language (Michael Baldwin, Charles Harrison i Mel Ramsden) amb Victorine Meurend (la model que el 1863 va fer d'Olympia per al quadre de Manet).
A l'extrem inferior esquerre, Mayo Thompson (músic amb qui Art & Language va col·laborar juntament amb els Red Crayola) toca la guitarra. A l'extrem inferior dret, l'historiador de l'art Fred Orton, col·laborador d'Art & Language, manipula papers i revistes. El personatge ajupit de cabell llarg remet al dibuix de William Blake Satan Smiting Job with Sore Boils (1826). Al fons, al centre de la pintura, s'observa el quadre d'Art & Language Portrait of V.I. Lenin in Disguise in the Style of Jackson Pollock (1980), obra que havia estat penjada al taller de Wesley Place. Altres obres d'Art & Language que s'identifiquen són: Ils donnent leur sang; donnez votre travail (1977) i Picasso’s “Guernica” in the Style of Jackson Pollock (1980), Gustave Courbet’s Burial at Ornan Expressing... (1981) Les dues mans que surten de l'armari de la dreta al·ludeixen al quadre de Picasso Minotaure i euga morta davant una gruta i nena amb vel (1936). Finalment, a l'extrem dret de l'estudi i cobrint part de l'armari, es veu una de les banderes de l'obra Flags for Organisations produïdes per a la Biennal de Venècia del 1976. Hi ha altres obres d'Art & Language, així com pamflets, cartells, elapés, llibres i publicacions (com Art- Language i The Fox) distribuïts per l'espai.